# Ausschuss für internationalen Handel

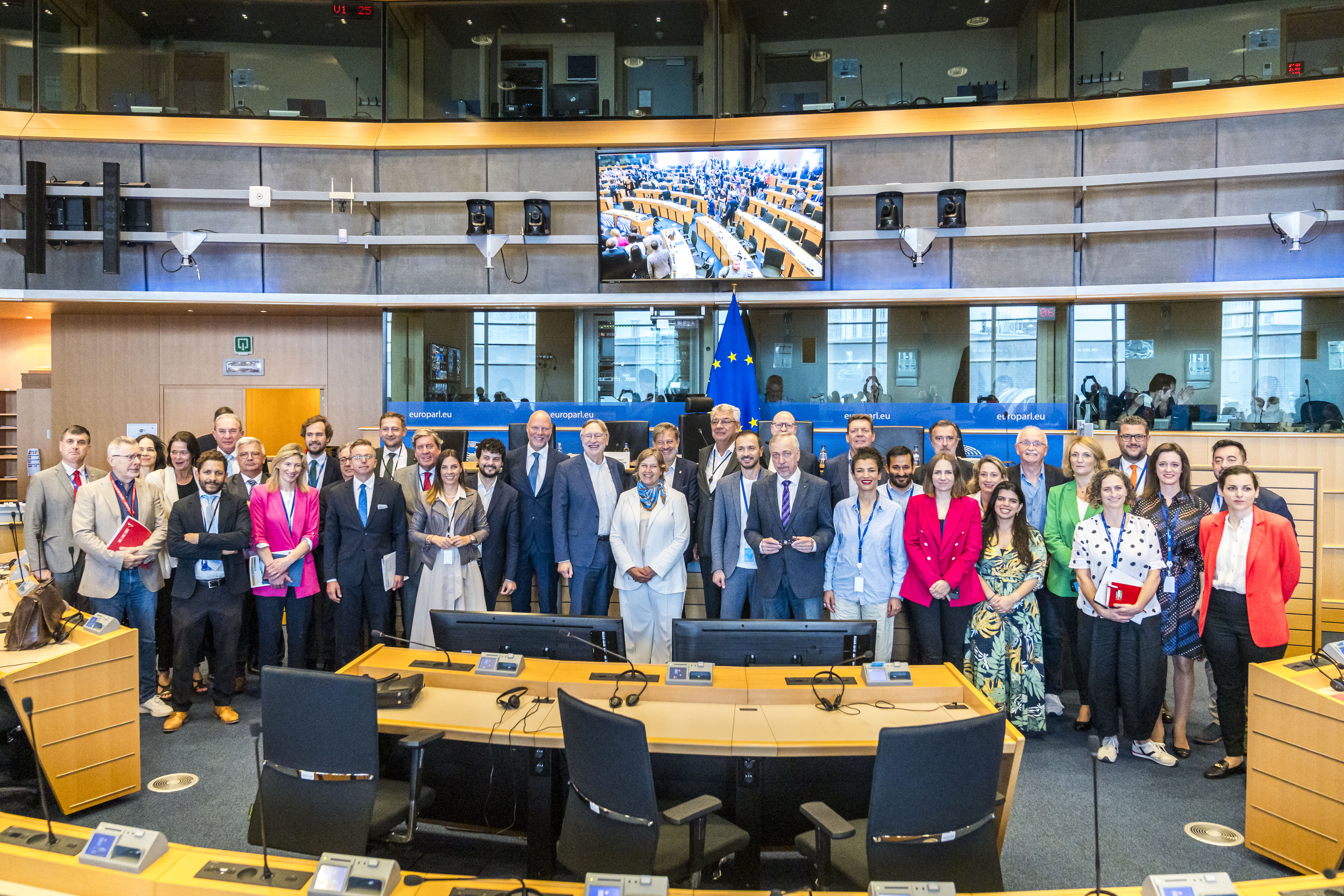
Mitglieder des Ausschusses für internationalen Handel bei dessen konstituierenden Sitzung der 10. Wahlperiode (2024)

Der Ausschuss für internationalen Handel (englisch Committee on International Trade, französisch Commission du commerce international, kurz INTA) ist einer der zwanzig ständigen Ausschüsse des Europäischen Parlaments. Ausschussvorsitzender ist seit Juli 2014 Bernd Lange (SPD/S&D) und wurde mehrmals, zuletzt im Juli 2024, wiedergewählt. Der Ausschuss wurde 2004 eingerichtet, er übernahm den Themenbereich internationaler Handel/Außenwirtschaftspolitik vom Industrieausschusses (ITRE).
Der Ausschuss befasst sich mit der Gemeinsamen Handelspolitik der Europäischen Union und mit allen Angelegenheiten ihrer Außenwirtschaftsbeziehungen. Das umfasst insbesondere die finanziellen, wirtschaftlichen und handelspolitischen Beziehungen zu Drittstaaten, die internationale Normung und die Beziehungen des Europäischen Parlaments zu den internationalen Organisationen, die sich mit Handel beschäftigen, vor allem zur Welthandelsorganisation (WTO). Der Ausschuss arbeitet dabei mit den interparlamentarischen Delegationen des Europäischen Parlaments zusammen.
Allerdings besitzt das Europäische Parlament im Bereich der Gemeinsamen Handelspolitik kaum eigene Kompetenzen, sodass der Ausschuss für internationalen Handel größtenteils nur beratende und beobachtende Funktionen hat. Eine wichtige Ausnahme bildet die zwingend erforderliche Zustimmung des Europäischen Parlaments zur Ratifikation von Handelsabkommen der EU mit Drittstaaten. Wesentlicher für dieses Politikfeld ist dennoch der Rat der Europäischen Union, der hierfür als Rat für Wirtschaft und Finanzen tagt. Auch die Europäische Kommission spielt eine wichtige Rolle in der Handelspolitik, ihr zuständiges Mitglied ist der Kommissar für Handel.

## Ausschussvorsitz
- Juli 2009–Juni 2014: Vital Moreira (PS/S&D)
- Seit Juli 2014: Bernd Lange (SPD/S&D)[1][2]